# (29958) 1999 JY91
A (29958) 1999 JY91 a Naprendszer kisbolygóövében található aszteroida. A LINEAR projekt keretében fedezték fel 1999. május 12-én.